# Rio Papaquara
O rio Papaquara, conhecido localmente também como Rio Cachoeira e Rio Jurerê, é um rio brasileiro localizado na cidade de Florianópolis, estado de Santa Catarina, com cerca de 8,4 km de extensão. É um dos principais rios do município e faz parte da bacia hidrográfica do Rio Ratones. Além disso, é responsável por receber os efluentes de tratamento de esgoto do grande balneário turístico de Canasvieiras.
O rio tem sua principal nascente no Morro do Caçador, no bairro Cachoeira do Bom Jesus, e deságua no Rio Ratones, dentro da Estação Ecológica de Carijós. Seus principais rios afluentes são o Rio do Brás, em Canasvieiras, e o Rio Palha, oriundo do bairro Vargem Grande.

## Histórico ambiental
Ao longo do século XX o rio passou por profundas transformações. No final da década de 40 do século XX, o rio que era curvilíneo foi retilinizado artificialmente, além de serem acrescentados canais laterais de drenagem, alterando assim profundamente sua dinâmica natural. Tudo isso com objetivo de drenar as áreas próximas do rio, consideradas alagadiças e as tornando mais agricultáveis.

### Estação de tratamento de esgoto e casos de poluição
Desde a década de 1990 o rio recebe os resíduos provenientes do tratamento de esgoto do bairro Canasvieiras, um maiores balneários turísticos de Florianópolis. O tratamento ocorre dentro da Estação de Tratamento de Esgoto instalada e administrada desde 1995 pela Companhia Catarinense de Águas e Saneamento - CASAN em Canasvieiras. No entanto, a Estação que deveria tratar adequadamente o esgoto, tem despejado efluentes ainda não tratados (poluídos) no rio em diversos ocasiões, ocasionando uma série de problemas ambientais. Além disso, contribuem para a poluição do rio o esgoto doméstico lançado irregularmente por construções em bairros próximos ao rio.

Em pesquisa realizada em 2009 desenvolvida durante nove meses por professores e alunos do Instituto Federal de Santa Catarina, concluiu-se que o rio encontra-se seriamente afetado pelo despejo de esgoto. Dos sete pontos do rio analisados, apenas na nascente a água apresentou condições normais, sem a influência humana.  Em uma das análises feitas em água coletada perto da ponte sobre o Rio Papaquara, na entrada da praia de Canasvieiras, foi encontrando um índice de 13 mil coliformes fecais para 100 ml de água, quando o máximo aceitável são 200 coliformes por 100 ml .